# ویندرمر، کامبریا
latitudeویندرمر، کامبریاlongitudeویندرمر، کامبریا
ویندرمر، کامبریا (به انگلیسی: Windermere, Cumbria) یک منطقهٔ مسکونی در انگلستان است که در شمال غربی انگلستان واقع شده‌است.

## خصوصیات
ویندرمر ۸٬۲۴۵ نفر جمعیت دارد.